# شیبا یوشی‌شیگه

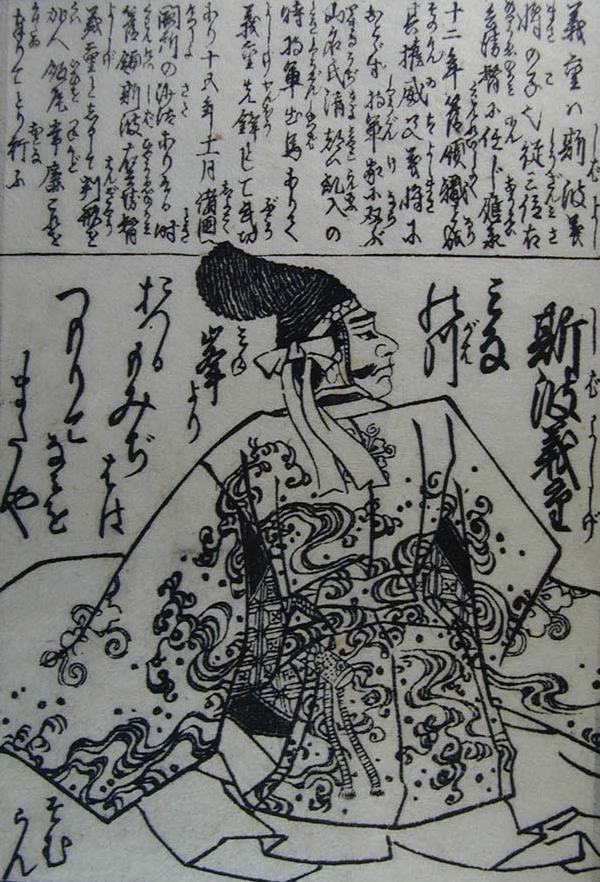
شیبا یوشی‌نوری

شیبا یوشی‌شیگه (به ژاپنی: 斯波義重)، وی بعدها نام خود را به شیبا یوشی‌نوری (به ژاپنی: 斯波義教) تغییر داد; (زمان تولد ۱۳۷۱ و مرگ ۱۴۱۸) یک شوگودایمیو در دوره موروماچی و یک کانری (معاون شوگون) در شوگون‌سالاری آشیکاگا و یک شوگو در ولایت اچیزن، ولایت اواری، ولایت توتومی، ولایت کاگا و ولایت شینانو در ژاپن بود. وی پسر شیبا یوشی‌یوکی و همچنین ششمین رهبر خاندان شیبا بود. وی به همراه پدرش به شوگون آشیکاگا یوشی‌میتسو خدمت می‌کرد.